# Prova termica vestibolare

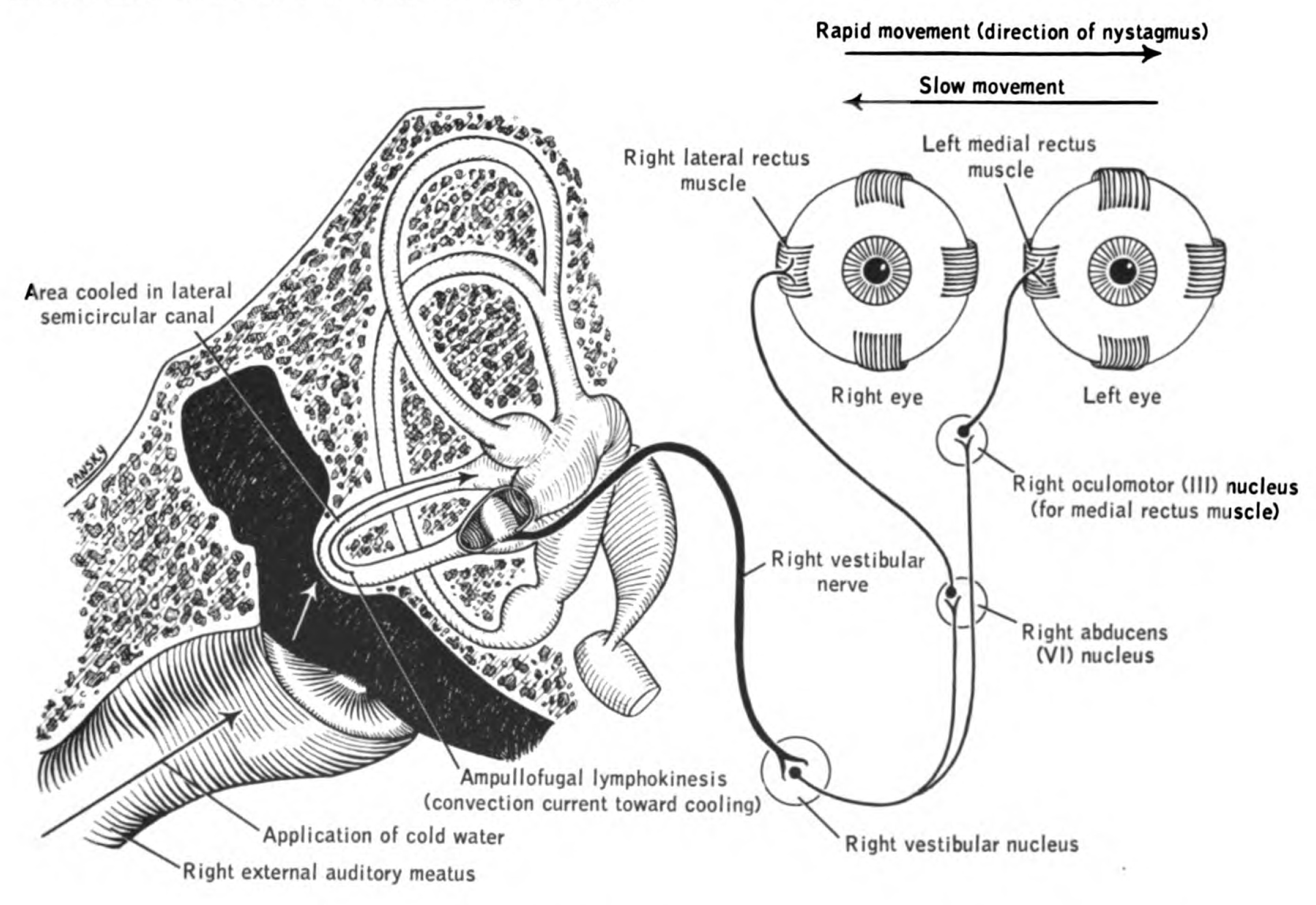

La prova termica vestibolare, o stimolazione calorica vestibolare, è un test per evocare il riflesso vestibolo-oculare; esso comporta l'irrigazione di acqua fredda o calda o aria nel canale uditivo esterno. 
Questo metodo è stato sviluppato da Robert Bárány che ha vinto un premio Nobel nel 1914 per questa scoperta.

## Utilità
È comunemente usato da medici otorinolaringoiatri o audiologi per convalidare una diagnosi di disfunzione asimmetrica nel sistema vestibolare periferico. 
Quelli calorici sono di solito un sottotest della batteria di test dell'elettronistagmografia. È uno dei numerosi test che possono essere utilizzati per verificare la morte del tronco encefalico.
Un nuovo uso di questo test è stato quello di fornire un sollievo temporaneo dal dolore dei dolori degli arti fantasma in amputati e paraplegici . Può anche indurre una remissione temporanea di anosognosia, gli aspetti visivi e personali di abbandono emispaziale, emianestesia e altre conseguenze del danno emisferico destro.

## Tecnica e risultati
L'acqua o l'aria fredda o calda viene irrigata nel canale uditivo esterno, di solito usando una siringa. La differenza di temperatura tra il corpo e l'acqua iniettata crea una corrente convettiva nell'endolinfia del vicino canale semicircolare orizzontale. L'acqua calda e fredda produce correnti in direzioni opposte e quindi un nistagmo orizzontale in direzioni opposte. In pazienti con un tronco cerebrale intatto:
- Se l'acqua è più calda della temperatura corporea (ad esempio almeno 44° C) l'endolinfa nel canale orizzontale ipsilaterale aumenta, causando un aumento della frequenza di stimolazione nel nervo vestibolare afferente. Questa situazione simula una svolta verso il lato omolaterale: entrambi gli occhi si rivolgeranno verso l'orecchio controlaterale, con nistagmo orizzontale (rapidi movimenti orizzontali dell'occhio) verso l'orecchio ipsilaterale.
- Se l'acqua è più fredda rispetto alla temperatura corporea (ad esempio meno di 30° C), l'endolinfa rientra nel canale semicircolare, diminuendo il tasso di stimolazione afferente vestibolare. Questa situazione imita una svolta verso il lato controlaterale: gli occhi si rivolgono quindi verso l'orecchio ipsilaterale, con nistagmo orizzontale verso l'orecchio controlaterale.[5]

Una reazione oculare assente suggerisce un deficit vestibolare del canale semicircolare orizzontale del lato stimolato. Nei pazienti in coma con danno encefalico, la fase veloce del nistagmo sarà assente in quanto controllata dal cervello. Di conseguenza, l'irrigazione con acqua fredda comporterà la deviazione degli occhi verso l'orecchio. Se entrambe le fasi sono assenti, ciò suggerisce che anche i riflessi del tronco cerebrale del paziente sono danneggiati e portano una prognosi molto negativa.